# Poppers pingviner
Poppers pingviner är en amerikansk långfilm från 2011 i genren familjefilm/komedi. Filmen är baserad på barnboken Mr. Popper's Penguins av Richard och Florence Atwater.

## Handling
Vi möter Tom Popper som lever ett hektiskt liv i New York där karriären kommer före allt, fram till den dag då han får ett oväntat arv i form av ett gäng pingviner. Pingvinerna visar sig inte vara det lättaste av husdjur och vänder upp och ner på hela Poppers tillvaro men kanske är de ändå precis vad han behöver? 

## Rollista (urval)
- Jim Carrey — Thomas "Tom" Popper Jr.
- Carla Gugino — Amanda Popper
- Madeline Carroll — Janie Popper
- Maxwell Perry Cotton — Billy Popper
- Angela Lansbury — Selma Van Gundy
- Philip Baker Hall — Mr. Franklin
- Dominic Chianese — Mr. Reader
- Clark Gregg — Nat Jones

### Svenska röster
- Andreas Nilsson — Tom Popper
- Tuvalisa Rangström — Amanda
- Linda Åslund — Janie
- Simon Lindholm — Billy
- Mattias Knave — Nat
- Irene Lindh — Selma Van Gundy
- Pernilla Wahlgren — Pippi
- Claes Ljungmark — Mr. Gemmins
- Johan Hedenberg — Franklin
- Dick Eriksson — Daryl
- Björn Gedda — Yates
- Hasse Jonsson — Popper den äldre
- Hans Wahlgren — Reader
- Göran Berlander — Kent
- Roger Storm — Rick

- Övriga röster — Alexander Astinder, Anders Öjebo, Buster Isitt, Anders Byström, Katja Levander, Lasse Svensson, Nina Nelson, Sture Ström
- Regissör och inspelningstekniker — Hasse Jonsson
- Oversättning — Anoo Bhagavan
- Projektledare — Anna Sophocleous
- Svensk version producerad av Eurotroll[8][9]